# Assembly (film 2007)
Assembly (pinyin: Jí Jié Hào) è un film del 2007 diretto da Feng Xiaogang.
Il film, ambientato durante la Guerra civile cinese e la Guerra di Corea, è stato sceneggiato da Liu Heng e distribuito a partire dal 20 dicembre 2007. Ha vinto gli Hundred Flowers Awards del 2008 e il Golden Rooster Awards del 2009 come miglior film.

## Trama
Nel 1948 durante la Campagna Huaihai della Guerra civile cinese, il capitano Gu Zidi guida la 9ª Compagnia del 139º Reggimento dell'Esercito Popolare di Liberazione per conquistare una città controllata dall'Esercito Rivoluzionario Nazionale. Durante la battaglia le sue truppe subiscono pesanti perdite tra cui il suo Commissario politico. Infuriato per la sua morte, Gu tenta di giustiziare i soldati dell'esercito nazionalista, che si arrendono. Di conseguenza viene gettato in prigione per tre giorni dal suo superiore, il colonnello Liu Zeshui. In prigione fa amicizia con Wang Jincun, un arruolato ed ex insegnante di scuola che è stato imprigionato per vigliaccheria. Dopo essere stato rilasciato Gu e i suoi 46 uomini sopravvissuti sono mandati a difendere una miniera sulla riva del fiume Wen, che è vicino a Tai'an nello Shandong. Viene loro ordinato di non ritirarsi fino a che non sentiranno una chiamata di tromba l'adunata. Con il permesso di Liu, Wang, essendo l'uomo più istruito della compagnia, diventa il nuovo commissario politico della 9ª Compagnia. Quasi immediatamente dopo aver fortificato la loro posizione, la 9ª Compagnia subisce un pesante attacco da parte delle forze dell'Esercito Rivoluzionario Nazionale. Avendo respinto un'ondata di fanteria nemica e distrutto due carri armati nemici, solo una manciata di soldati sono ancora vivi. A questo punto alcuni soldati dichiarano di sentire la tromba in lontananza. Gu, temporaneamente assordato da un'esplosione, è riluttante a credergli e comanda di combattere fino alla morte. L'intera 9ª Compagnia viene annientata eccetto Gu che sviene dopo essere stato colpito da un proiettile.
Le forze dell'Esercito Popolare di Liberazione alla fine riconquistano l'area e trovano Gu incosciente e molto ferito con indosso un'uniforme nemica rubata dietro le linee nemiche. All'ospedale militare Gu cerca di spiegare che era un capitano dell'Esercito Popolare e che dopo essere svenuto, si era svegliato e aveva indossato l'uniforme nemica per rubare il cibo da vicino e poi aveva bombardato un deposito di carburante nemico prima di cadere di nuovo in stato di incoscienza. Tuttavia l'Esercito Popolare di Liberazione ha attraversato una riorganizzazione militare mentre Gu era in coma e quasi nessuno ricorda l'esistenza del 139º Reggimento, i cui membri sono quasi tutti morti, quindi Gu non è in grado di verificare la sua identità. È disprezzato dagli altri pazienti che lo considerano un disertore. In seguito Gu parte volontario per combattere nella Guerra di Corea e durante una missione di spionaggio di artiglieria, rischia la vita per salvare il suo comandante, il tenente Zhao Erdou, da una mina terrestre, perdendo l'occhio destro. I due diventano intimi amici e Zhao supporta i tentativi di Gu di riconoscere i suoi contributi e quelli della 9ª Compagnia.
Gu torna sul campo di battaglia del fiume Wen e cerca di localizzare la miniera. Rimane deluso nel vedere che la miniera è stata riattivata e che il vecchio ingresso è stato sepolto sotto pile di carbone. Incontra la vedova di Wang e la convince a sposare Zhao. Con il passare del tempo Zhao riesce a scoprire la posizione della tomba di Liu, il capo del 139º Reggimento. Gu visita la tomba e scopre che il curatore è l'assistente e la guardia del corpo di Liu, sopravvissuto alla guerra ma che ha perso uno dei suoi bracci. Il curatore conferma che la tromba non è mai stata suonata poiché la 9ª Compagnia è stata volontariamente sacrificata per guadagnare tempo per il resto del reggimento. Gu va su tutte le furie e se la prende con il curatore, ma alla fine riesce a calmarsi.
Gu inizia a campeggiare alla miniera e tenta di scavare con una pala i corpi dei suoi uomini, nonostante le proteste dei minatori. Quando i resti di Wang vengono ritrovati un mese dopo, l'Esercito Popolare di Liberazione invia un avviso ufficiale al governo locale per onorare la 9ª Compagnia. Nonostante ciò Gu rimane inconsolabile perché non è riuscito a ritrovare i corpi restanti. A questo punto però sperimenta un flashback che rivela che, quando le forze nemiche li hanno accerchiati, lui e Wang hanno seppellito i corpi degli altri nel profondo della miniera. Mentre Gu usciva per continuare a combattere, un Wang ferito a morte fece saltare l'ingresso per impedire al nemico di catturare i corpi, uccidendosi nell'esplosione.
Anni dopo i resti degli altri vengono ritrovati durante uno scavo per un progetto di irrigazione. L'Esercito Popolare erige un monumento vicino al sito e conduce un funerale militare tributando i massimi onori per la 9ª Compagnia. Gu finalmente trova la pace. I titoli finali dicono che Gu è morto nel 1987 all'età di 71 anni. Fu abbandonato dai suoi genitori quando aveva tre mesi a causa della carestia nella sua città natale e fu trovato da un calzolaio in un campo di miglio. Fu chiamato "Gu Zidi" che significa "campo di miglio".